# Ptychostomum archangelicum
Ptychostomum archangelicum là một loài Rêu trong họ Bryaceae. Loài này được (Bruch & Schimp.) J.R. Spence mô tả khoa học đầu tiên năm 2007.